# Inner Holm
Inner Holm är en ö i Storbritannien.   Den ligger i kommunen Orkneyöarna och riksdelen Skottland, i den norra delen av landet, 800 km norr om huvudstaden London.
Terrängen på Inner Holm är varierad. Öns högsta punkt är 4 meter över havet. Trakten runt Inner Holm består i huvudsak av gräsmarker.